# Vicent Albarranch i Blasco
Vicent Albarranch i Blasco (Elx, 24 de març de 1898 – 16 d'agost del 1940) fou un pintor paisatgista il·licità, molt lligat a la ciutat de Granollers.

## Biografia
Nascut al raval de Santa Teresa, al barri del Pla d'Elx. El seu pare era un conegut pirotècnic, creador de la famosa “palmera”. Tot i que volgué continuar els estudis, de ben jove hagué de treballar, en un magatzem d'espardenyes i calçat, i després com a ajudant en un bufet d'advocat. El 1915, s'apunta com a voluntari a la Legió, passant quatre anys al Marroc complint amb el servei militar, on es comença a interessar pel dibuix, i on aprèn àrab. El 1920 torna a Elx, on treballa durant poc temps en una fàbrica de sabates que no acabava de funcionar bé. Durant aquesta època, té relació literària amb el grup del setmanari El Cervantino, on col·laborava amb el pseudònim de “Tarxman”.
El 1921 arriba a Granollers, on prova diversos oficis: de venedor d'espardenyes, a la fàbrica Torras, i finalment al Registre de la Propietat. Al mateix temps, comença a col·laborar en diverses publicacions locals, com La Gralla o Il·lustració Vallesana, publicant caricatures.
El 1925 es casa amb Isabel Planxart (1891-1986), que l'animaria a dedicar-se a la pintura, i a instal·lar el seu estudi.
El 1927 participa per primera vegada en una exposició col·lectiva de pintura i dibuix al Casino de Granollers, al costat de Joan Cuch, Pere Iglésies, Josep Escobar i Francesc Serra. Amb Bonaventura Puig i Perucho, amb qui comparteix sortides pictòriques, es forma com a paisatgista. L'ambient artístic de Granollers creix i s'impulsa durant la República, amb exposicions i tertúlies d'artistes, de les quals neix la idea de la creació d'un museu d'art a la ciutat. Albarranch en seria gestor en les negociacions davant la Generalitat de Catalunya.
L'any 1932 comença a exposar a Madrid, Barcelona i València. Amb la fama, comença a donar classes a joves pintors, com Hilari Brugarolas, Vicens Casals Grau o Josep Algueró.
En les eleccions municipals del 14/01/1934, fou escollit regidor per la Candidatura Proporcionalista, que presenta el Centre Radical d'Aliança Republicana, encapçalat per Francesc Torras Villà. El febrer del 1936 tornaria a ser nomenat regidor a l'Ajuntament de Granollers.
A partir del 1934, se’l comença a reconèixer també a València. El 1935, és proclamat “Fill Il·lustre” de la ciutat d'Elx. Però al mateix temps se’l rebutja per ocupar la plaça de director de l'Escola Municipal de Dibuix, perquè no tenia certificació acadèmica.
Al principi de la Guerra Civil, participa amb el grup de milicians que recuperen pintures i elements artístics de les finques abandonades, i que serien dipositades a l'antiga presó de Granollers. Vicent Albarranch és comissionat per la Secció de Monuments de la Generalitat de Catalunya per evitar la destrucció del patrimoni cultural. Durant l'estiu del 1937 es trasllada a Elx, malalt, a la casa pairal de la família, i on segueix pintant els paisatges dels voltants.
Els darrers mesos del 1938 aparegué una ordre de detenció contra Albarranch per desafecte al règim republicà, tot i que no arribà a ser detingut. I l'estiu del 1939, acabada la Guerra Civil, ingressà a la presó per una denúncia també des de Granollers, per la seva participació en la recuperació d'obres d'art per al Museu de Granollers. Ingressa molt malalt al Reformatori d'adults d'Alacant i, tot i que la seva dona, Isabel, aconsegueix que s'instrueixi el procediment per al seu alliberament un cop aclarits els fets, Albarranch mor de tuberculosi a la presó l'agost del 1940.

## Obra i estil
El que primer ens sobta en els paisatges de Vicent Albarranch és el traç de la seua pinzellada, sovint molt empastada i marcada, així com la intensitat dels colors, més forts i agosarats a mesura que evoluciona la seua obra. Segons que ens conta el seu deixeble Hilari Brugarolas, Albarranch citava amb freqüència els noms de J. Mir i J. Sorolla, als quals admirava. 
... el gran guany de la pintura d'Albarranch, la clau del seu estil, el trobem en una gamma cromàtica molt reduïda entre el groc-carabassa-taronja, aportant amb això una gran lluminositat als paisatges...
Mª Vicenta Pastor Ibañez. Albarranch. Catàleg de l'exposició antològica
L'Albarranch ens va portar aquesta lluminositat i la prodigà en la seva versió del nostre paisatge. Mai més no s'ha tornat a pintar aquest paisatge com ell va fer-ho, amb tanta passió i talent. I, el més bo, fou que creà escola. De seguida es voltà de joves aprenents de pintor que l'admiraven i foren sempre fidels a la seva obra i a la seva memòria. L'Albarranch va ser un artista autèntic que, a més, li agradava semblar-ho i que aconseguí viure "en artista" tots els moments de la vida
Amador Garrell i Soto. PlaçaGran
Vicenç Albarranch. Fill de la llum i de l'ombra lluminosa de les palmeres, el fill d'Elig ha vingut a fer niu al Vallès, la terra de la llum i l'ombra finament barrejades per l'espai i damunt les muntanyes i els prats. La seva obra, nascuda en les nostres terres germanes de llengua, té, com tota la pintura catalana, l'objectivitat inflamada de la visió que en lloc de fer parlar el paisatge i la vida amb paraules humanes, procura arrencar-li per tots els mitjans de ia inspiració, les paraules que diria si ell parlés o pogués parlar com nosaltres. L'art de l'Albarranch surt de la naturalesa i canta només que la naturalesa. El Vallés, endolcint-li la paleta i els ulls, sembla posar un punt de lirisme en les formes, però el poeta valencià surt per sota, enlluernant els vels suavíssims de les nostres contrades, que en efecte no costen gaire d'esquinçar, perquè són tan prims que no arriben mai a transformar la realitat en somni. Si els fils del vel de l'aire del Vallès se li arrosseguen lligats al pèl del pinzell, és per afalagar-li la pinzellada, que s'estén per la tela amb tota facilitat i puresa. L'obra del ja nostre Albarranch germana nostra, és ja un fill més de Catalunya i té entre nosaltres els admiradors que li donen glòria amb els ulls. La mirada de l'admirador és un raig de llum damunt del quadro que els fa resplendir sobre la terra. Pocs pintors poden des vetllar una admiració més franca que l'Albarranch, per la sinceritat i pregonesa sentida i emocionadadel seu art.
Francesc Pujols. La Gralla